# Rosetti (famiglia)

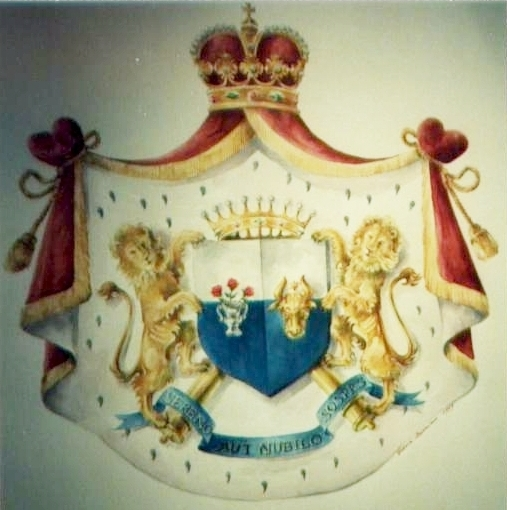
Stemma di Casa Rosetti

La Casata dei Rosetti (anche Ruset o Russeti, en greco: Ροσέττι) è una famiglia fanariota, di origine levantina, italo-greca, che, secondo una tradizione familiare, si dice proveniente da Genova e stabilitasi a Costantinopoli nel XIII secolo.

## Fanarioti e Principati Danubiani
Il fondatore delle fortune della famiglia, Lascaris, Mega Logoteta del Patriarcato di Costantinopoli (1629–1646), sposò Bella Cantacuzino, figlia dell'influente Michele Seitanoglu e di Maria Drăculești, sorella di Petru Șchiopul, voivoda di Moldavia. Nelle successive generazioni, la famiglia assurse a grande potenza in Valacchia e Moldavia, stringendo numerose alleanze con famiglie principesche.
Il figlio di Lascaris, Antonio fu Voivoda di Moldavia (1675–1678).

## Nella Romania indipendente

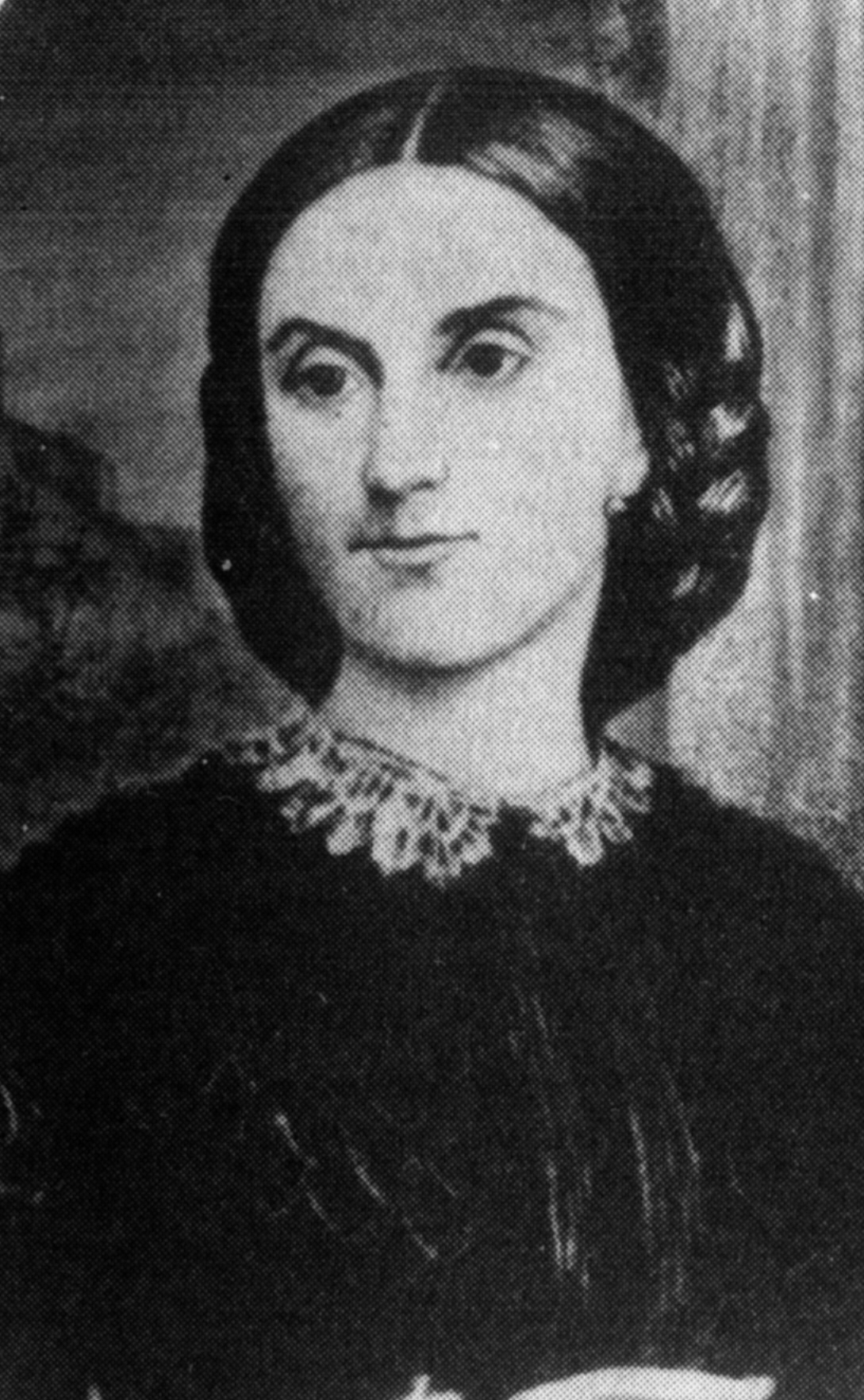
Elena Rosetti, principessa consorte di Romania

Constantin Alexandru Rosetti fu un letterato e politico romeno, per pochi giorni primo ministro ad interim della Romania (1866) e oppositore del principe Cuza.
Theodor Rosetti, cognato del principe Alexandru Ioan Cuza, che aveva sposato Elena Rosetti, fu primo ministro di Romania tra il 1888 e il 1889.